# Jöns Rönbeck
Jöns Rönbeck, eller Johannes Johannis Rönbeck, född 11 mars 1685 i Jämshögs socken, död 7 augusti 1740 i Malmö, var en svensk präst och riksdagsman och fullmäktig vid riksdagen 1731.

## Biografi
Jöns Rönbeck var son till bonden i Röan, Jämshög, Jöns Larsson, född i byn Gillaruna, och Botil Jönsdotter. Sonen Jöns, liksom två bröder som också inträdde i kyrkan, upptog släktnamnet Rönbeck. Rönbeck fick sin första undervisning av en präst som var skuldsatt till fadern och lät sonen bo i sitt bildade hem som återbetalning. Rönbeck fick sedan arbeta som bonde i två år, innan han fick gå i skola i Karlshamn och Kristianstad. 1704 inskrevs han vid universitetet, prästvigdes 1709 på biskop Steuchius kallelse och blev redan 1711 pastor i Skanörs församling. 1719 kunde han promoveras till magister. Därefter följde en kyrkoherdetjänst i Ystad, 1725 i Helsingborgs Maria församling och prosttjänst, och 1738 efterträdde han Samuel Fredrik Corvin som kyrkoherde i Malmö S:t Petri församling samt blev 1740 prost i Oxie härad.
Rönbeck hade först en kvinna som han "hävdade under äktenskapslöfte", men de skildes. Han gifte sig sedan två gånger, men var barnlös.